# Mezzogiorno
Mezzogiornoⓘ [ˌmɛd.d͡zoˈd͡ʒor.no] – obszar obejmujący Basilicatę, Kampanię, Kalabrię, Apulię i Sycylię na południu Włoch, jak również Molise i Abruzję, które geograficznie leżą w środkowych lub południowo-środkowych Włoszech. Niektórzy włączają do Mezzogiorno również Sardynię i południową część Lacjum. Włosi często mówią o południowych Włoszech Il Meridione (południe). Wyrażenia Meridione i Mezzogiorno są używane wymiennie, choć słowo Meridione ma mniejszy związany z nim bagaż kulturowy i polityczny. Istituto Nazionale di Statistica (ISTAT) używa obecnie zwrotu Italia Meridionale zamiast Mezzogiorno. ISTAT wyłącza Sycylię, Sardynię i południowe Lacjum ze swej definicji Italia Meridionale, ale włącza Abruzzo i Molise.

Mezzogiorno na brązowo

Zwrot Mezzogiorno („mèzzo” /'mɛddzo/ lub pół po polsku i „giórno” /'dʒorno/ lub dzień) po raz pierwszy wszedł do użycia w XIX wieku. Został spopularyzowany przez Giuseppe Garibaldiego, który mówił Il Mezzogiorno o całych Włoszech na południe od Rzymu razem z Abruzzi (choć region ten leży na północ od Rzymu).